# Bolitoglossa capitana
Bolitoglossa capitana é uma espécie de anfíbio caudado pertencente à família Plethodontidae, sub-família Plethodontinae.